# Union pour la République (Togo)
L'Union pour la République (UNIR) est un parti politique togolais créé en 2012 par le président Faure Gnassingbé pour succéder au Rassemblement du peuple togolais de son père Gnassingbé Eyadema. Il obtient la majorité absolue aux législatives de juillet 2013,  de décembre 2018 et de mai 2024.

## Résultats électoraux

### Élections législatives
| Année | Voix    | %     | Élus      | Rang |
| ----- | ------- | ----- | --------- | ---- |
| 2013  | 880 608 | 46,55 | 62 / 91   | 1er  |
| 2018  |         |       | 59 / 91   | 1er  |
| 2024  |         |       | 108 / 113 | 1er  |

### Élections sénatoriales
| Année | Voix  | %     | Élus    | Rang |
| ----- | ----- | ----- | ------- | ---- |
| 2025  | 1 264 | 73,32 | 34 / 41 | 1er  |